# Carex alopecoidea
Espèce
Classification phylogénétique
Carex alopecoidea est une espèce de plantes du genre Carex et de la famille des Cyperaceae.